# Tagima TG-530
Tagima TG 530 Woodstock é uma guitarra cópia da Fender Stratocaster, fabricada na China e distribuída pela Tagima. Feita de maple e basswood, é muito conhecida pelo seu custo-benefício. Por ser uma Strat-style, a sonoridade da guitarra tem um realce um pouco maior no agudo, e um som bem fino e forte, estilo vintage. O corpo vem com uma pintura em PU com visual envelhecido, podendo ser de vários modelos e cores. O braço tem 22 casas e é feito em maple, com a escala esculpida em uma peça à parte. A marcação dos dots é preta e os trastes médios. A nut é plástica. Os captadores são cerâmicos, um imã muito utilizado em peças de som. Obs.: A guitarra é conhecida também no exterior. Pode ser encontrada em sites como Guitar Pusher, eBay e Amazon.
Especificações
- Modelo: Strat-style;
- Tipo: 6 Cordas;
- Cor: Branca Envelhecida, Sunburst, Preta, Verde, Vermelha, Azul Metálico;
- Corpo: Basswood;
- Braço: Maple (C-Shape);
- Escala: Maple;
- Trastes: 22 (Médio);
- Marcações: Bolinhas pretas;
- Captadores: 3 Single Coils cerâmicos;
- Controles: Chave de 5 posições, 1 controle de volume, 2 de tonalidade;
- Ponte: Tremolo padrão (6-parafusos) cromada;
- Tarraxas: Cromadas e blindadas.[3]